# Со Чон Хо
Со Чон Хо (20 червня 1980) — південнокорейський хокеїст на траві.
Срібний призер Олімпійських Ігор 2000 року, учасник 2004, 2008, 2012 років.
Переможець Азійських ігор 2002, 2006 років.
Срібний призер Трофею чемпіонів 1999 року, бронзовий призер 2000, 2009 років.
Срібний призер Чемпіонату Азії 2007 року.